# Marzena Hmielewiczová
Marzena Hmielewiczová (nepřechýleně Marzena Hmielewicz; * ? Vratislav) je polská fotografka a fotoreportérka.

## Životopis
Narodila se ve Wrocławi, absolvovala fotografický kurz ve Wrocławské fotografické společnosti, později studovala fotografii na Umělecké univerzitě v Poznani a audiovizuální techniky na Massachusettském technologickém institutu. Jejím učitelem se stal Jan Bortkiewicz. V letech 1993–2006 pracovala jako fotoreportérka pro noviny Gazeta Wyborcza, první roky působila ve Vratislavi a poté pracovala pro varšavskou pobočku. Od roku 2006 působí na volné noze. Spolu s Marcinem Jamkowskim spoluvytváří kolektiv Adventure Pictures. Její fotografie se objevily v polských a zahraničních periodikách, včetně National Geographic, Financial Times, Newsweek, Polityka, Wysokie Obcasy a Duży Format, a také v knižních publikacích.
V roce 1990 začala spolupracovat s Wrocławským divadlem pantomimy, nafotila mnoho představení včetně Cardenio a Celinda aneb nešťastně zamilovaní v režii Henryka Tomaszewského. Její fotografie z vratislavského koncertu Stanisława Sojky a Janusze Iwańského byly zařazeny do alba umělců s názvem Neopositive (1992).
Vytvořila fotografie a snímky pro dokumentární film Uratowane z Potopu (2017) o získávání předmětů z doby švédské potopy z řeky Visly vědci z Varšavské univerzity. Její fotografie byly prezentovány na četných výstavách, například Uratowane z Potopu, Terytoria, a kolektivní výstavě , Jedyne. Nieopowiedziane historie polskich fotografek (Nevyřčené příběhy polských fotografek) v Domu Spotkań z Historią (2021) a sama Hmielewiczová se stala jednou z hrdinek stejnojmenné knihy Moniky Szewczyk-Wittekové. Prezentována byla díla ze zahraničních expedic, kterých se účastnila mj. v rámci výstavy Steuben, krwawa tajemnica Bałtyku (Steuben, krvavé tajemství Baltského moře), jejíž součástí byly její fotografie dokumentující expedici „National Geographic“ k vraku SS General von Steuben (organizace „National Geographic“ a Městské muzeum ve Vratislavi).
Hmielewiczová získala ceny v soutěžích Polské novinářské fotografie 1995 (Varšava), Euro Press Photo Awards 1995 (Stockholm) a Humanity Photo Awards 2015 (Shangri-La, Dêqên).

## Výstavy

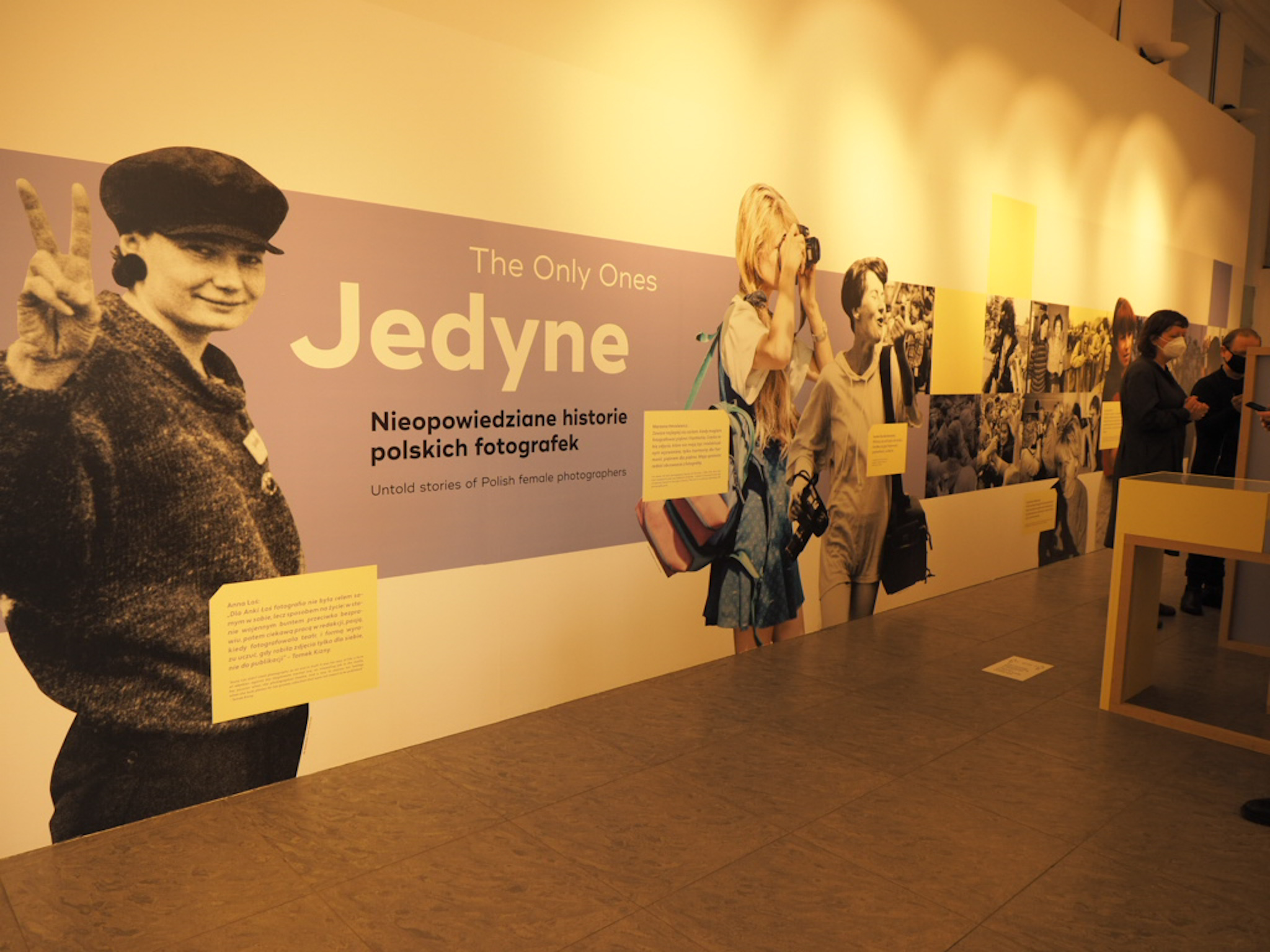
Výstava Jedyne. Nieopowiedziane historie polskich fotografek, Dom Spotkań z Historią, 2021

Na přelomu let 2021 a 2022 uspořádal Dom Spotkań z Historią ve Varšavě výstavu Jedyne. Nieopowiedziane historie polskich fotografek (Unikátní. Nevyprávěné příběhy polských fotografek), která doprovázela stejnojmennou knihu. Výstavu tvořilo téměř 150 fotografií třinácti polských fotografek, které v 70. až 90. letech 20. století byly často jedinými ženami v mužských týmech nebo pracovaly samostatně. Autorky se zabývaly různými druhy fotografie. Pracovaly také jako fotoeditorky nebo byly vedoucími fotografických oddělení v redakcích novin. Publikovaly v uznávaných polských i zahraničních tiskových titulech, prezentovaly fotografie v albech a na výstavách a pro mnohé z nich byla fotografie životním stylem. Byly to například: Anna Beata Bohdziewicz, Iwona Burdzanowska, Joanna Helanderová, Marzena Hmielewiczová, Anna Michalak-Pawłowska, Anna Musiałówna, Anna Pietuszko-Wdowińska, Maja Sokołowska nebo Anna Łośová.